# Будієнь
Будієнь, Будієні (рум. Budieni) — село у повіті Горж в Румунії. Входить до складу комуни Скоарца.
Село розташоване на відстані 222 км на захід від Бухареста, 10 км на схід від Тиргу-Жіу, 83 км на північний захід від Крайови.

## Населення
За даними перепису населення 2002 року у селі проживали 762 особи. Рідною мовою 761 особа (99,9%) назвала румунську.
Національний склад населення села:
| Національність | Кількість осіб | Відсоток |
| -------------- | -------------- | -------- |
| румуни         | 728            | 95,5%    |
| цигани         | 33             | 4,3%     |